# Mohamed Sherif
Mohamed Sherif (en arabe : محمد شريف), né le 4 février 1996 au Caire en Égypte, est un footballeur international égyptien qui évolue au poste d'avant-centre à Al Ahly SC.

## Biographie

### En club
Né u Caire en Égypte, Mohamed Sherif est formé par le Wadi Degla. Il joue son premier match en professionnel le 6 juillet 2015, à l'occasion d'une rencontre de championnat face au Misr El Maqasa. Il entre en jeu et son équipe s'impose par deux buts à un. Il inscrit son premier but en professionnel le 16 mai 2016, lors d'un match de championnat contre l'Assouan SC. Il donne la victoire à son équipe ce jour-là en marquant le seul but de la partie après être entré en jeu.
Le 30 janvier 2018, Mohamed Sherif s'engage en faveur de l'Al Ahly pour un contrat de quatre ans et demi.
Le 24 août 2019, Sherif est prêté pour une saison au ENPPI.
De retour à Al-Ahly en 2020, il se fait remarquer en inscrivant un doublé, et délivrant une passe décisive à Mahmoud Kahraba dès la deuxième journée de championnat, le 18 décembre contre le Ghazl El Mahallah, permettant à son équipe de s'imposer (3-0 score final).
Avec cette équipe il remporte la Ligue des champions de la CAF en 2020-2021. Titulaire lors de la finale contre le Kaizer Chiefs le 17 juillet 2021, il est l'un des grands artisans de la victoire des siens en ouvrant le score puis en délivrant deux passes décisives. Il est impliqué sur la totalité des buts de son équipe, qui s'impose par trois buts à zéro. Il s'agit du dixième sacre du club dans cette compétition. Sherif termine par ailleurs meilleur buteur du tournoi avec six buts.
En août 2023, Mohamed Sherif rejoint l'Arabie saoudite afin de s'engager en faveur du Khaleej FC.

### En sélection
Mohamed Sherif honore sa première sélection avec l'équipe nationale d'Égypte le 17 novembre 2020, en étant titularisé face au Togo. Il se distingue en inscrivant aussi son premier but en sélection ce jour-là, et la rencontre se termine par une victoire des Égyptiens (1-3). Il marque son deuxième but lors de sa troisième apparition en sélection, le 29 mars 2021 contre les Comores. Il délivre également une passe décisive pour Mohamed Salah et participe ainsi à la large victoire de son équipe ce jour-là (4-0).
En janvier 2022, Sherif est retenu par le sélectionneur Carlos Queiroz pour participer à la coupe d'Afrique des nations.

## Palmarès

### En club
Al Ahly
| - Championnat d'Égypte (2) : - Champion : 2017-18 et 2018-19. - Coupe du monde des clubs : - 3e : 2020. |  | - Ligue des champions de la CAF (1) : - Vainqueur : 2020-21. - Supercoupe d'Afrique (1) : - Vainqueur : 2021 (mai), 2021 (décembre). |

### En sélection
Égypte
- Coupe d'Afrique des nations :
  - Finaliste : 2021.

### Distinctions personnelles
- Meilleur buteur de la Ligue des champions de la CAF en 2021 avec Al Ahly (6 buts).
- Meilleur buteur du championnat d'Égypte lors de la saison 2020-2021 avec Al Ahly (21 buts).